# Буковец (Верховинский район)
Буковец (укр. Буковець) — село в Верховинской поселковой общине Верховинского района Ивано-Франковской области Украины.
Население по переписи 2001 года составляло 488 человек. Занимает площадь 1,5 км². Почтовый индекс — 78711. Телефонный код — 03432.